# Stefano Rosselli del Turco
Il marchese Stefano Rosselli Del Turco (Firenze, 27 luglio 1877 – Montefiridolfi, 18 agosto 1947) è stato uno scacchista italiano.
Nel 1911 fondò a Firenze la rivista L'Italia Scacchistica e la diresse fino al 1916 e poi dal 1924 al 1943. La rivista, pubblicata fino all'agosto 2012, è stata la più antica del settore in Italia.

## Carriera scacchistica

Partita amichevole Alechin-Rosselli del Turco (San Remo 1930)

Nato a Firenze nel 1877 da un'antica e nobile famiglia cittadina, il marchese Stefano Rosselli del Turco è stato uno dei più importanti scacchisti italiani della sua epoca, conseguì il titolo di Maestro nel 1900 e giocò anche alcune partite contro il lettone Aaron Nimzowitsch, forte scacchista e teorico del gioco, che furono da questi riportate nelle sue famose opere Il mio sistema e La pratica del mio sistema. La FIDE gli conferì il titolo di Maestro Internazionale post mortem.
Precedentemente all'istituzione del Campionato Italiano vinse il Torneo Nazionale di Viareggio del 1920. In seguito vinse due campionati italiani nel 1923 a Napoli e nel 1931 a Milano. Rosselli del Turco vinse anche importanti tornei a Milano nel 1920, 1921, 1922 e 1937, a Genova nel 1921, a Foligno nel 1924, il torneo USI di Livorno nel 1926, a Napoli nel 1927 e nel 1936, a Firenze nel 1930 e nel 1941.
Dal 1924 al 1937 partecipò con la squadra italiana a sette edizioni delle Olimpiadi scacchistiche: nel 1924 a Parigi, nel 1927 a Londra, nel 1931 a Praga, nel 1933 a Folkestone, nel 1935 a Varsavia, nel 1936 a Monaco e nel 1937 a Stoccolma.
Nel 1925, nel Torneo internazionale di Baden-Baden, Rosselli del Turco vinse contro alcuni grandi campioni: il tedesco Siegbert Tarrasch, il belga Edgar Colle e l'inglese Frederick Yates. Sempre a Baden-Baden pareggiò col futuro campione del mondo Aleksandr Alechin, risultato che ripeté alle Olimpiadi di Folkestone del 1933, mentre Alechin era campione del mondo in carica.
Fu il direttore di gara dello storico torneo di San Remo 1930, in cui Alechin colse uno dei suoi più strepitosi successi (vinse con il punteggio di 14/15, distanziando il secondo classificato Aaron Nimzowitsch di 3,5 punti).
Morì a Monteridolfi, una frazione di San Casciano in Val di Pesa nell'odierna città metropolitana di Firenze, a settant'anni, nel 1947.
Furono fondate in sua memoria le società scacchistiche di Crema (1950-54) e Catania (1951).

## Partite notevoli
- Richard Réti - Rosselli del Turco, San Remo 1911  Spagnola var. chiusa C88
- Siegbert Tarrasch - Rosselli del Turco, Trieste 1923  Inglese simmetrica A35
- Rosselli del Turco - Edgar Colle, Baden-Baden 1925  difesa Nimzovic B00
- Siegbert Tarrasch - Rosselli del Turco, Baden-Baden 1925  Gambetto di donna rifiutato D37
- Rosselli del Turco - Frederick Yates, Baden-Baden 1925  partita Viennese C28
- Rosselli del Turco - Aleksandr Alechin, Baden-Baden 1925  partita Viennese C25
- Rosselli del Turco - Aleksandr Alechin, Olimp. Folkestone 1933  difesa Tarrasch D40

## Libri
- Sfida Rosselli - Marotti per il campionato scacchistico italiano, Napoli, 15-28 aprile 1923. Viareggio, L'Ancora, 1923.